# Le Mozart des pickpockets
Le Mozart des pickpockets est un court métrage français réalisé par Philippe Pollet-Villard et sorti en 2006.

## Fiche technique
- Titre : Le Mozart des pickpockets
- Réalisation : Philippe Pollet-Villard
- Scénario : Philippe Pollet-Villard
- Image : Philippe Piffeteau
- Musique : Flemming Nordkrog
- Pays de production :  France
- Durée : 31 minutes
- Date de sortie : France - novembre 2006[1]

## Distribution
- Philippe Pollet-Villard
- Richard Morgiève
- Matteo Razzouki-Scafardi
- Samir Guesmi
- Ludovic Pinette
- François Bureloup

## Récompenses
Le film a remporté en 2008 l'Oscar du meilleur court métrage en prises de vues réelles ainsi que le César du meilleur court-métrage.
Il a été révélé par le Festival international du court-métrage de Clermont-Ferrand en 2007, où il a remporté trois prix : le Grand prix, le Prix du public et le Prix « Attention Talent » Fnac. 
Aux Lutins du court-métrage, il a reçu le Prix du meilleur film de fiction, de scénario et de montage. Au Festival international du film de Cannes en 2007, il a reçu le Prix Gras Savoye. Au Festival de court-métrage de Bruxelles, il a eu le Prix du public ainsi qu'au Festival européen du film court de Brest.
Il a également été présenté en sélection officielle lors du Aye Aye film festival de Nancy en 2007 et au Festival du film policier de Cognac où il a reçu le Grand prix du court-métrage.
Au Festival du court métrage d'humour de Meudon, il obtient le Premier prix du jury, et les deux acteurs Richard Morgiève et Philippe Pollet-Villard (également réalisateur et scénariste du film) obtiennent le prix d'interprétation.